# انسانی زیاده انسانی (مجموعه تلویزیونی)
انسانی زیاده انسانی (به انگلیسی: Human, All Too Human) یک مجموعه تلویزیونی مستند سه قسمتی محصول سال ۱۹۹۹ است که توسط بی‌بی‌سی و آر ام آرتس تولید شده است. این مجموعه زندگی سه فیلسوف برجسته اروپایی را دنبال می‌کند: فردریش نیچه، مارتین هایدگر و ژان پل سارتر. موضوع به‌شدت حول محور مکتب تفکر فلسفی معروف به اگزیستانسیالیسم می‌چرخد، اگرچه این اصطلاح در زمان نگارش نیچه ابداع نشده بود و هایدگر نیز برچسب اگزیستانسیالیست بودنش را رد کرد.
نام این مستند برگرفته از کتابی است که نیچه در سال ۱۸۷۸ نوشته است، با عنوان انسانی زیادی انسانی: کتابی برای روح‌های آزاد.

## اپیزودها
هر قسمت ۵۰ دقیقه، و زمان کل مجموعه تقریباً دو ساعت و نیم است.
- اپیزود ۱: فراسوی خیر و شر زندگی فردریش نیچه و تغییر تدریجی او از دین به پوچ‌گرایی و در نهایت به جنون را توصیف می‌کند.[۵] در اواخر عمرش، خواهرش الیزابت همسو با نازی‌ها به تصویر کشیده می‌شود که با جعل آثار و نامه‌های نیچه از وضعیت روحی او سوءاستفاده کرده و سعی می‌کند او را متفکری پیشافاشیست معرفی کند.[۶][۷]
- اپیزود ۲: اندیشیدن به غیرقابل تصور، حول محور مارتین هایدگر است، که ایده‌هایی را از نوشته‌ها و ایده‌های نیچه در تلاش برای درک بهتر آزادی فردی انسان ایجاد کرد. قبل و بعد از سلطنت نازی‌ها در آلمان، هایدگر بیشتر وقت خود را در تپه توتناوبرگ در خلوت زندگی می‌کرد تا به خود اجازه دهد ذهنش را پاک کند و بهتر روی فلسفه‌اش تمرکز کند. با توجه به این‌که او از سال ۱۹۳۳ تا پایان جنگ جهانی دوم عضو حزب نازی بود، آثار او توسط منتقدانش به عنوان تبلیغات نازی رد شد.
- اپیزود ۳: جاده آزادی زندگی فیلسوف فرانسوی، ژان پل سارتر را شرح می‌دهد. این زمانی است که اصطلاح اگزیستانسیالیسم وارد حوزه فلسفه می‌شود. این مستند نشان می‌دهد که سارتر بر این باور است که به هر انسانی بستگی دارد که به زندگی خود معنا و هدف بدهد.